# ميشكو الأول
ميشكو الأول (Mieszko I) (ولد حوالي عام 930 – 25 مايو 992)، كان دوق بولندا من حوالي 960 حتى وفاته. عضو من أسرة بياست، كان ابن سيموميل (Siemomysł)، وحفيد ليستك (Lestek)، ووالد بوليسلاف الأول الشجاع (Bolesław I the Brave)، وغالبًا والد سيغريدا (Sygryda Storråda)، الملكة الشمالية، وحفيد ابنها كانوت العظيم.
أول حاكم تاريخي لبولندا، يُعد ميشكو الأول المؤسس الفعلي للدولة البولندية. وقد أكمل سياسة والده وجده، اللذين حكما القبائل الوثنية في منطقة بولندا الكبرى الحالية. إما من خلال التحالفات أو عن طريق استخدام القوة العسكرية، وسع ميشكو غزواته المستمرة، وفي أوائل حكمه أخضع كويافيا وغالبًا غدانسك بوميرانيا وماسوفيا لسيطرته . وانخرط ميشكو الأول خلال معظم فترة حكمه، في الحروب المستمرة للسيطرة على بوميرانيا الغربية، غازيًا إياها في النهاية، حتى قرب الأودر السفلي. وحارب ولاية بوهيميا خلال السنوات الأخيرة من حياته، فائزًا على سيليزيا وغالبًا بولندا الصغرى.
تزوج ميشكو الأول في 965 من الأميرة التشيكية البريمسليدية دوبراوا وعُمد في 966 ، وُضع ودولته في الدائرة الثقافية المسيحية الغربية. وبعيدًا عن الفتوحات العظيمة التي أتمها خلال فترة حكمه (التي أثبتت أنها أساسية لمستقبل بولندا)، اشتهر ميشكو الأول بإصلاحاته الداخلية، التي هدفت إلى توسيع وتطوير المسمى بالنظام الملكي الحربي.
وطبقًا للمصادر الحالية، كان ميشكو الأول سياسيًا حكيمًا، وقائدًا حربيًا موهوبًا، وحاكمًا ذا شخصية جذابة. وقد استخدم الدبلوماسية بنجاح، التي ضمت تحالف مع بوهيميا أولاً، ومع السويد والإمبراطورية الرومانية المقدسة. وفي السياسة الخارجية، وضع مصالح بلده أولاً، حتى أنه دخل في اتفاقيات مع أعداء سابقين. وبوفاته، ترك لأولاده بلدًا بإقليم متسع للغاية، بموقع مؤسس جيدًا في أوروبا.
ظهر ميشكو الأول باسم «داجوم» (Dagome) في وثيقة بابوية من حوالي 1085، مسماة داجوم إيودكس (Dagome iudex)، التي تذكر هدية أو إخلاص أرض ميشكو للبابا.

## فتره الحكم

### غزو بوميرانيا
عاد ميشكو الأول إلى خططه لغزو الجزء الغربي من بوميرانيا بعد تطبيع العلاقات مع الإمبراطورية الرومانية المقدسة وبوهيميا. انتصرت القوات البولندية البوهيمية في المعركة الحاسمة ضد فولينيانس بقيادة ويشمان الأصغر في 21 سبتمبر عام 967، والتي أعطت ميشكو السيطرة على مصب نهر أودرا. لم يعارض مرغريفيو ألمانيا أنشطة ميشكو في بوميرانيا، ودعموها في بعض الأحيان، وذلك بالإضافة إلى احتمالية تأثير وفاة المتمرد ويشمان، الذي توفي متأثرًا بجراحه بعد المعركة بفترة وجيزة، بشكل إيجابي على مصالحهم. حُكي عن وقوع حادثة بعد المعركة بعد عام واحد فقط من تعميد ميشكو، وهي شهادة على مكانته العالية بين كبار الشخصيات في الإمبراطورية، إذ أفاد المؤرخ فيدوكيند من كورفي أن ويشمان طلب من ميشكو وهو على فراش الموت تسليم أسلحته (أسلحة ويشمان) إلى الإمبراطور أوتو الأول، الذي تربطه صلة بويشمان. كان الانتصار بالنسبة لميشكو تجربة مرضية، وخاصة في ضوء الهزائم السابقة التي ألحقها به ويشمان.
لم تُعرف النتيجة الدقيقة لقتال ميشكو في غرب بوميرانيا. تشير خسارة نجل ميشكو، بوليسلاف، اللاحقة للمنطقة إلى أن الغزو كان صعبًا، وأن السيطرة على تلك المنطقة ضعيفة نوعًا ما. ذكرت إحدى روايات أسطورة القديس فويتكوس أن ميشكو زوج ابنته من أمير من بوميرانيا، والذي سبق أن «غُسِّل بماء المعمودية المقدس» بشكل طوعي في بولندا. تشير المعلومات الواردة أعلاه، بالإضافة إلى حقيقة خسارة بوليسلاف لبوميرانيا الغربية، إلى أن المنطقة لم تُدمج حقًا في الدولة البولندية، ولكنها أصبحت إقطاعة فقط. يبدو أن هذا التخمين قد أُكِّد في مقدمة المجلد الأول من سجلات غالوس أنونيموس بشأن البوميرانيانيين؛ فكُتِب فيها: «تخلى قادة القوات التي هزمها الدوق البولندي عن الإيمان «المسيحي» (أي الروم الكاثوليك)، وشرعوا في الحرب ضد المسيحيين من جديد بعد استعادتهم لقوتهم، وذلك على الرغم من سعيهم للخلاص عبر المعمودية بعد الهزيمة».

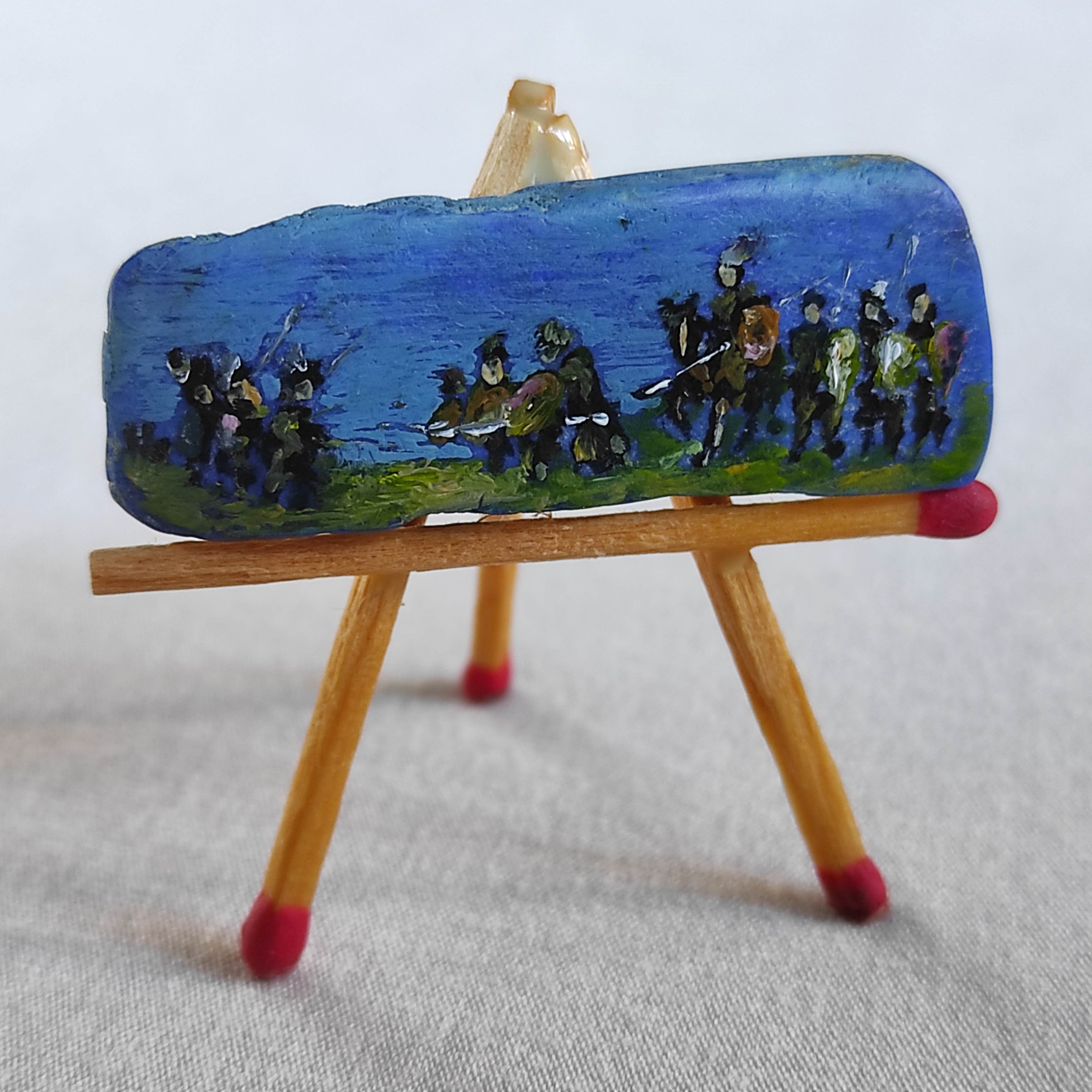
معركة سيدينيا
الأبعاد 15 × 42 ملم
الفنان باول برودزيسز
متحف هنريك جان دومينيك للفن الاحترافي المصغر في تيشي.

### الحرب ضد المرغريف أودو الأول من أوستمارك
هاجم أودو الأول بولندا في عام 972. ذكرت سجلات تأريخ ثيتمار أن أودو تصرف بشكل فردي دون موافقة الإمبراطور، وكُتِب فيها: «جمع النبيل المرغريف هودو جيشه، وهاجم ميشكو الذي كان يشيد بإخلاص بالإمبراطور (عن الأراضي) أعلى نهر وارتا».
يوجد فرضيات مختلفة حول أسباب هذا الغزو، فمن المحتمل أن المرغريف أودو أراد وقف القوة المتنامية للدولة البولندية، ومن المحتمل جدًا أيضًا أن أودو أراد حماية الدولة الفولينية، والتي اعتبرها منطقة نفوذه، من الاستيلاء البولندي، ومن المحتمل أن الفولينيين أنفسهم تواصلوا مع المرغريف وطلبوا مساعدته. تحركت قوات أودو، واشتبكت في 24 يونيو عام 972 مرتين مع جيش ميشكو في قرية سيديني، المعروفة باسم سيدينيا. هزم المرغريف قوات ميشكو في البداية، وهزم شقيق الدوق، الذي يُدعى تشسيبور، الألمان بعد ذلك في المرحلة الحاسمة، وألحق خسائر فادحة بين قواتهم. يمكن أن يكون ميشكو قد تعمّد الانسحاب الذي أعقبه هجوم مفاجئ على جناح القوات الألمانية المطاردة. استُدعي ميشكو وأودو بعد هذه المعركة إلى البرلمان الإمبراطوري في كفيدلينبورغ في عام 973 لشرح وتبرير سلوكهما. لم يُعرف قرار الإمبراطور بشكل دقيق، ولكن من المؤكد أن قراره لم ينفذ بسبب وفاته بعد أسابيع قليلة من عقد اجتماع البرلمان، وافتُرِض عمومًا أن الحكم لم يناسب الحاكم البولندي. تشير حوليات ألتايش إلى أن ميشكو لم يكن موجودًا في كفيدلينبورغ أثناء الاجتماع، واضطر بدلًا من ذلك إلى إرسال ابنه بوليسلاف كرهينة.
كان صراع ميشكو مع أودو حدثًا مفاجئًا، وعزى ثيتمار ذلك إلى احترام ميشكو للمرغريف بشدة. كتب ثيتمار أن «ميشكو لم يرتدي ملابسه التي يخرج بها أبدًا في منزل كان أودو موجودًا فيه، ولم يجلس في مجلس بعد نهوض أودو منه».
يُعتقد أن الانتصار في سيدينيا حسم مصير بوميرانيا الغربية من الناحية العملية باعتبارها تابعة لميشكو.

### التعاون مع السويد والحرب ضد الدنمارك
تحالف ميشكو مع السويد ضد الدنمارك في أوائل ثمانينيات القرن التاسع عشر. أُبرم التحالف بزواج ابنة ميشكو سيغريد المغرورة من الملك السويدي إريك. اشتهر محتوى المعاهدة التي قدمها آدم البريمني بسبب الرواية التقليدية، التي لم تكن موثوقة تمامًا ولكن كان مصدرها مباشرة من المحكمة الدنماركية. وضع البريمني اسم ابن ميشكو، بوليسلاف، بدلًا من اسم ميشكو، ويُعزى ذلك غالبًا إلى ارتباكه أثناء كتابة النص، فقال: 
دخل ملك السويديين، إريك، في تحالف مع ملك البولونيين القوي للغاية، بوليسلاف. أعطى بوليسلاف إريك ابنته أو أخته. أدى هذا التعاون إلى توجيه السلاف والسويديين للدنماركيين.
قرر ميشكو التحالف مع السويد على الأرجح من أجل المساعدة في حماية ممتلكاته في بوميرانيا من الملك الدنماركي هارالد بلوتوث وابنه سوين، وعملوا غالبًا بالتعاون مع الكيان المستقل الفوليني. هُزِم الدنماركيين في حوالي عام 991 وطُرِد حاكمهم. أثر التحالف الأسري مع السويد غالبًا على معدات وتكوين قوات ميشكو. جُنِّد المحاربين الفارانجيين على الأرجح في ذلك الوقت، وأشارت الحفريات الأثرية في محيط بوزنان إلى وجودهم هناك.